# Stempellina leptocelloides
Stempellina leptocelloides är en tvåvingeart som beskrevs av Webb 1969. Stempellina leptocelloides ingår i släktet Stempellina och familjen fjädermyggor. Inga underarter finns listade i Catalogue of Life.